# Nurzec (stacja kolejowa)
Nurzec – stacja kolejowa w Nurcu-Stacji, w województwie podlaskim, w Polsce. Na stacji odgałęziała się bocznica do JW 3748. 

## Ruch pasażerski
| Rok  | Wymiana pasażerska na dobę |
| ---- | -------------------------- |
| 2017 | 20-49                      |
| 2022 | 50-99                      |

Stacja, wraz z sąsiadującą z nią wieżą ciśnień wpisana jest, jako zespół dworca kolejowego, do rejestru zabytków woj. podlaskiego pod nr A-59 z dn. 27.08.2003.

## Historia
Do 1934 roku osada Nurzec-Stacja (położona na północ od torów) znajdowała się w gminie Milejczyce, a stacja kolejowa Nurzec (z położonym na południe od torów osiedlem Zaolzie) w gminie Radziwiłłówka w powiecie bielskim. 16 października 1933 obie miejscowości utworzyły dwie odrębne gromady w poszczególnych gminach. 1 października 1934 przeprowadzono obszerne zmiany granic gmin w powiecie bielskim, w związku z czym stację kolejową przeniesiono ze zeniesionej gminy Radziwiłłówka do gminy Milejczyce, gdzie została zintegrowana z osadą Nurzec-Stacja w jedną gromadę o nazwie Nurzec Stacja Kolejowa. Ponadto 16 kwietnia 1936 gromadę Nurzec Stacja Kolejowa połączono z gromadą Nurzec (we wsi Nurzec) w jedną gromadę o nazwie Nurzec. Podział na dwie gromady (Nurzec i Nurzec-Stacja) przywrócono ponownie 1 czerwca 1951.

## Połączenia
- Czeremcha
- Hajnówka
- Siedlce
- Tłuszcz